# ريتشارد بورشي لي
ريتشارد بورشي لي (ولد في عام 1937) هو عالم أنثروبولوجي كندي. درس لي في جامعة تورونتو وجامعة كاليفورنيا، بيركلي، حيث حصل على درجة الدكتوراه. يشغل حاليًا منصب أستاذ فخري للأنثروبولوجيا في جامعة تورونتو. يبحث لي في قضايا تتعلق بالشعوب الأصلية في بوتسوانا وناميبيا، خاصة فيما يتعلق بالبيئة والتاريخ.
يُعرف لي بشكل أفضل من خلال أعماله حول الجوء/هونسي، حيث فاز بجائزة أنيسفيلد وولف للكتاب عام 1980 عن كتابه "ال كونغ سان: الرجال، النساء، والعمل في مجتمع جامع للطعام". بالاشتراك مع إيرفين ديفور، كان لي مشارك في تنظيم سمنار جامعة شيكاغو عام 1966 حول "الإنسان الصياد". شارك لي أيضًا في تحرير موسوعة كامبريدج لصيادي الجامعات مع ريتشارد دالي، التي نُشرت لأول مرة في عام 1999. في عام 2003، قامت مجلة "أنثروبولوجيكا"، التي تنتمي إلى جمعية أنثروبولوجيا كندا، بتخصيص عدد خاص لأعمال لي. في عام 2011، شارك في تأليف كتاب للأطفال بعنوان "اعتقد الأفارقة به: ابتكارات مذهلة" بالاشتراك مع باثسيبا أوبيني.
أحدث بحوثه تركزت على أنثروبولوجيا الصحة والعوامل الثقافية والاجتماعية في وباء الإيدز في جنوب أفريقيا، وقد حصل على تمويل لهذا الغرض من المعاهد الوطنية للصحة (الولايات المتحدة) عبر كلية الصحة العامة في جامعة كولومبيا، بالإضافة إلى التمويل المباشر من جامعة تورونتو.

## دوره المهني
شارك لي في عدة جمعيات مهنية، بما في ذلك: جمعية الأنثروبولوجيين الأمريكيين حيث نظم العديد من الاجتماعات والندوات؛ كمؤسس لجمعية الأنثروبولوجيين من أجل التغيير السياسي الجذري؛ وكرئيس سابق لجمعية الأنثروبولوجيا الكندية وجمعية الإثنولوجيا الكندية. كما عمل كحكم لمختلف النشرات العلمية مثل "الأنثروبولوج الأمريكي" و"الأنثروبولوج الحالي"، ولوكالات التمويل مثل مجلس البحوث في العلوم الاجتماعية والإنسانية ومؤسسة Wenner-Gren والمؤسسة الوطنية للعلوم. كما هو عضو في الجمعية الملكية الكندية وعضو فخري أجنبي في الأكاديمية الأمريكية للفنون والعلوم.